# Гацук
Гацук (біл. Гацук) — селище (агромістечко) в Білорусі, Слуцькому районі Мінської області. Адміністративний центр Гацуківській сільській раді.
Розташоване у південній частині області, за 55 км на південь від Мінська, за 31 км на північ від Слуцька, на автошляху Р23.